# Anizotropní látka
Anizotropní materiál je takový, jehož stavební prvky jsou orientovány určitým směrem. Jeho vlastnosti jsou v takovém případě závislé na směru měření nebo používání. Jsou to např. polymerní látky s lineárními řetězci v makromolekulách (např. polyamidy, polystyren, polyetylen, polyetylentereftalát). Typickým přírodním anizotropním materiálem je dřevo, které ve směru vláken vede lépe teplo nebo vlhkost než ve směru napříč vlákny.

## Výroba anizotropních látek
- Usměrnit orientaci řetězců u vláken a fólií a vytvořit tak anizotropní látku lze tzv. dloužením. Při dloužení dochází k paralelní orientaci makromolekul, látka má pak menší průřez a větší délku. Ve směru dloužení má materiál lepší mechanické vlastnosti.
- Dalším procesem, při němž se izotropní látka stává anizotropní, je válcování za studena. Válcujeme-li za studena ocelový plát, jeho krystaly se orientují do jednoho směru a docílíme magnetické anizotropie - plech se nejsnáze magnetuje ve směru válcování. Válcováním za studena vzniká tzv. Gossova textura - hrany krystalů jsou rovnoběžné se směrem válcování.

Tyto technologické postupy nemusí nutně vést ke vzniku anizotropie v materiálu.